# Tạp chí trực tuyến
Một tạp chí trực tuyến là một tạp chí công bố trên Internet, thông qua hệ thống bảng thông báo và các hình thức mạng máy tính công cộng. Một trong những tạp chí đầu tiên chuyển đổi từ định dạng tạp chí in sang chỉ trực tuyến là tạp chí máy tính Datamation. Một số tạp chí trực tuyến được phân phối qua World Wide Web tự gọi mình là webzines. Một ezine (cũng được đánh vần là e-zine) là một thuật ngữ chuyên môn hơn được sử dụng thích hợp cho các tạp chí nhỏ và bản tin được phân phối bằng bất kỳ phương thức điện tử nào, ví dụ, bằng thư điện tử (e-mail / email, xem Zine). Một số nhóm xã hội có thể sử dụng thuật ngữ cyberzine và hyperzine khi đề cập đến các tài nguyên được phân phối điện tử. Tương tự, một số tạp chí trực tuyến có thể tự gọi mình là "tạp chí điện tử" để phản ánh nhân khẩu học về độc giả của họ hoặc để nắm bắt các thuật ngữ và cách viết thay thế trong các tìm kiếm trực tuyến.
Tạp chí trực tuyến thường có một số tính năng giống với blog và cả với báo điện tử, nhưng thường có thể phân biệt được bởi cách kiểm soát các biên tập viên của nó. Các tạp chí thường có các biên tập viên hoặc ban biên tập xem xét các bài nộp và thực hiện chức năng kiểm soát chất lượng để đảm bảo rằng tất cả các tài liệu đều đáp ứng được kỳ vọng của các nhà xuất bản (những người đầu tư thời gian hoặc tiền bạc vào việc sản xuất) và độc giả.
Nhiều nhà xuất bản báo in lớn hiện cung cấp dịch vụ tái tạo kỹ thuật số các tựa tạp chí in của họ thông qua các dịch vụ trực tuyến khác nhau với một khoản phí. Các nhà cung cấp dịch vụ này cũng coi bộ sưu tập của họ về các sản phẩm định dạng kỹ thuật số này là tạp chí trực tuyến và đôi khi là tạp chí kỹ thuật số.
Tạp chí trực tuyến đại diện cho các vấn đề mà các chuyên gia trong hoặc xã hội quan tâm về các chủ đề học thuật, khoa học, thương mại hoặc công nghiệp thường được gọi là tập san điện tử.

## Mô hình kinh doanh
Nhiều tạp chí trực tuyến có lợi ích chung cung cấp quyền truy cập miễn phí vào tất cả các khía cạnh của nội dung trực tuyến của họ mặc dù một số nhà xuất bản đã chọn yêu cầu phí đăng ký để truy cập bài báo trực tuyến cao cấp và/hoặc nội dung đa phương tiện. Tạp chí trực tuyến có thể tạo doanh thu dựa trên các quảng cáo tìm kiếm được nhắm mục tiêu đến khách truy cập trang web, quảng cáo biểu ngữ (quảng cáo hiển thị trực tuyến), liên kết đến các trang web bán lẻ,...
Tạp chí trực tuyến, tạp chí điện tử và tạp chí đĩa, do chi phí thấp và mục tiêu ban đầu không chính thống, có thể được coi là một công nghệ phá vỡ hình thức sản xuất của nhà xuất bản truyền thống. Chi phí xuất bản in cao và lượng độc giả trên Web lớn đã khuyến khích các nhà xuất bản này sử dụng World Wide Web như một hệ thống tiếp thị và phân phối nội dung và một phương tiện khác để truyền tải thông điệp của các nhà quảng cáo của họ.

## Tăng trưởng
Vào cuối những năm 1990, các nhà xuất bản tạp chí điện tử đã bắt đầu thích ứng với các chất lượng tương tác và thông tin của Internet thay vì chỉ sao chép các tạp chí in trên web. Các nhà xuất bản các đầu sách in truyền thống và các doanh nhân nhắm đến lượng độc giả tiềm năng trong hàng triệu người bắt đầu xuất bản các đầu sách trực tuyến. Salon.com, được thành lập vào tháng 7 năm 1995 bởi David Talbot, được thành lập với sự xuất hiện của giới truyền thông đáng kể và ngày nay báo cáo có 5,8 triệu lượt khách truy cập hàng tháng. Vào những năm 2000, một số webzines bắt đầu xuất hiện ở dạng in để bổ sung cho các phiên bản trực tuyến của chúng.